# オドネル・リーヴィ
オドネル・リーヴィ（O'Donel Levy、1945年9月20日 - 2016年3月14日）は、アメリカのメリーランド州ボルチモア出身のリズム・アンド・ブルース、ファンク、ジャズのギタリスト。彼はセッション・ドラマーのスタッフォード・リーヴィの兄弟であった。
リーヴィは、ボルチモアにあるジョンズ・ホプキンズ大学のピーボディ・インスティテュートで音楽を学んだ。ニューヨーク市に移り、ジョージ・ベンソンやジミー・マクグリフと一緒にツアーを行った。
リーヴィは1971年にGroove Merchantからデビュー・アルバム『ブラック・ヴェルヴェット』をリリースした。続いてライブ・アルバム『13日の金曜日〜クック刑務所コンサート』が1972年にシカゴのクック郡刑務所で録音された。リーヴィはジミー・マクグリフ・クインテットのメンバーとして演奏した。
リーヴィのセカンド・アルバム『ブリーディング・オブ・マインド』（1972年、Groove Merchant）は、ジャズ、ファンク、ポップといったジャンルを超えた作品となった。彼はそれをチャールズ・コヴィントン、チェスター・トンプソン、エリック・ウォードと一緒に録音し、マニー・アルバムがアレンジした。4枚目のアルバム『シンバ』（1973年）は、ソニー・レスターがプロデュース、マニー・アルバムがアレンジし、ウォーレン・バーンハート、セシル・ブリッジウォーター、エディ・ダニエルズ、ジョン・ファディス、スティーヴ・ガッド、トニー・レヴィン、ルー・ソロフ、ビル・ワトラスと録音した。5枚目のアルバム『エヴリシング・アイ・ドゥ・ゴナ・ビー・ファンキー』 （1974年）は、そのリスキーなアルバム・ジャケットで注目を集めた。
1973年のアルバム『シンバ』からのリーヴィの曲「Bad, Bad Simba」は、2001年にPaprika Soulによってカバーされた。

## ディスコグラフィ

### リーダー・アルバム
- 『ブラック・ヴェルヴェット』 - Black Velvet (1971年、Groove Merchant)
- 『ブリーディング・オブ・マインド』 - Breeding of Mind (1972年、Groove Merchant)
- 『ドーン・オブ・ア・ニュー・デイ』 - Dawn of a New Day (1973年、Groove Merchant)
- 『エヴリシング・アイ・ドゥ・ゴナ・ビー・ファンキー』 - Everything I Do Gonna Be Funky (1974年、Groove Merchant)
- 『シンバ』 - Simba (1974年、Groove Merchant)
- 『ウィンドウズ』 - Windows (1976年、Groove Merchant)
- 『タイム・ハズ・チェンジド』 - Time Has Changed (1977年、LRC)
- Through a Song (1982年、ILM)
- In the Name of Love (2005年、Room 302)

### 参加アルバム
ジミー・マクグリフ
- 『ブラック・パール』 - Black Pearl (1971年、Blue Note)
- Jimmy McGriff, Junior Parker (1972年、United Artists)
- 『ジャイアンツ・オブ・ジ・オルガン・カム・トゥギャザー』 - Giants of the Organ Come Together (1973年、Groove Merchant)
- 『ジャイアンツ・オブ・ジ・オルガン・イン・コンサート』 - Giants of the Organ in Concert (1973年、Groove Merchant)
- 『13日の金曜日〜クック刑務所コンサート』 - Concert: Friday the 13th - Cook County Jail (1973年、Groove Merchant)

その他
- ノーマン・コナーズ : 『パッション』 - Passion (1988年、Capitol)
- エセル・エニス : 10 Sides of Ethel Ennis (1973年、BASF)
- リチャード・グルーヴ・ホルムズ : 『ニュー・グルーヴ』 - New Groove (1974年、Groove Merchant)
- ハービー・マン : See Through Spirits (1985年、Atlantic)
- Eldee Young, Ernie Watts, Isaac "Redd" Holt, Jeremy Monteiro : Blues for the Saxophone Club (1996年、Golden String)